# Roche de Suize
Pour les articles homonymes, voir Suize (homonymie).
La roche de Suize est un mont du massif du Morvan, en France. Son sommet est situé sur le territoire de la commune de Fâchin dans la Nièvre en France et ses flancs sont partagés avec Villapourçon et Glux-en-Glenne. Il s'élève à 796 mètres d'altitude.

## Géographie
La roche de Suize est située à l'extrémité sud de Fâchin. En dessous de 775 mètres d'altitude, son flanc oriental est découpé au nord-est par Villapourçon et au nord-ouest par Glux-en-Glenne. Elle domine l'Yonne, affluent de la Seine qui sépare la presqu'enclave de Glux-en-Glenne du département de Saône-et-Loire et des communes d'Arleuf et Saint-Prix.
Elle est entièrement boisée par la forêt de Chalençon, qui forme un chaînon commun avec les sommets voisins dominant le bois de la Loge (818 m) et le bois Florentin (808 mètres), plus au sud. Cette ligne de crête sépare, à l'ouest, le bassin du ruisseau de Faulin, qui se jette dans la Dragne, sous-affluent de la Loire, et à l'ouest le bassin de l'Yonne, qui coule en contrebas.

## Chaos granitique
Au sommet du mont se dresse un important chaos granitique quartzique. Il a donné lieu à de multiples légendes, des traces d'une cité antique à l'œuvre du diable et des réunions de sorcières. En particulier, une pierre avec une forme de siège gigantesque, dite Chaise-à-Butteaux, a donné lieu à des légendes populaires. Achille Millien a collecté une légende selon laquelle l'âne de saint Martin s'y serait élancé pour sauter vers l'ouest jusqu'à Montigny-sur-Canne.
Une autre légende raconte que des fées auraient voulu faire passer les eaux de l'Yonne à la Loire, en creusant une tranchée entre les deux vallées. Elles auraient ainsi créé la tranchée des Mittets, aujourd'hui disparue.